# Gentianella uliginosa
Espèce
Statut de conservation UICN

DD : Données insuffisantes

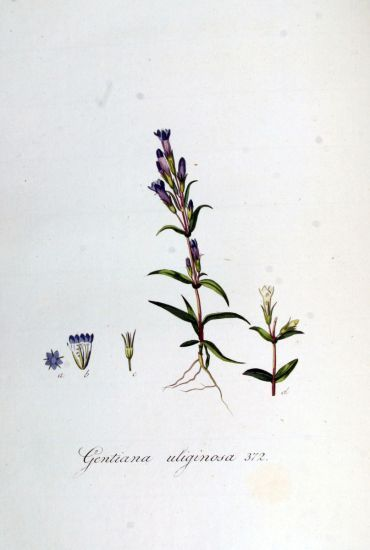
Illustration de Gentianella uliginosa.

Gentianella uliginosa est une espèce de la famille des Gentianaceae. Elle est couramment dénommée gentiane précoce.

## Répartition
Elle est originaire de Grande-Bretagne Gentianella anglica est endémique en Grande-Bretagne et son centre de distribution se trouve dans le Dorset, le Wiltshire et l'île de Wight.

## Description
Gentianella uliginosa est une espèce annuelle, similaire en apparence à la gentiane amère ou felwort (Gentianella amarella), mais beaucoup plus courte. C'est une plante glabre avec des paires de feuilles étroites et lancéolées et des épis de fleurs à long pédoncule, violacées, à cinq pétales avec les dents du calice généralement au nombre de quatre et de taille inégale. Elle fleurit de mai à juin, considérablement plus tôt que la felwort.
Cette gentiane est endémique en Grande-Bretagne. Elle a été connue jusqu'au nord du Yorkshire, mais aujourd'hui on la trouve principalement sur les collines crayeuses du Dorset, du Wiltshire et de l'île de Wight. Elle pousse également dans le Gloucestershire, en Cornouailles, sur la côte du Dorset et dans les carrières de calcaire de Grimsthorpe, dans le Lincolnshire. On la trouve également dans les prairies côtières de Stackpole dans l'ouest du Pays de Galles, loin de ses emplacements dans le sud de l'Angleterre. Elle préfère les pâturages modérément rapprochés, de préférence pâturés par du bétail élevé de manière extensive.

## Statut
La taille des populations varie considérablement d'une année à l'autre ; dans le Wiltshire et le Dorset, certains sites ont compté des centaines de milliers de plantes certaines années, et d'autres années, peu ou pas du tout. Les graines peuvent rester viables dans le sol pendant de nombreuses années. En général, les populations sont en déclin car les anciennes prairies crayeuses sont labourées, ou fertilisées, ou restent non pâturées avec la production d'une végétation plus rase, car elle ne peut pas rivaliser avec des espèces plus vigoureuses. La taxonomie de la plante est incertaine, certains la considérant comme faisant partie du groupe d'espèces Gentianella amarella, L'Union internationale pour la conservation de la nature a donc évalué son statut de conservation comme étant données insuffisantes.

## Systématique
Le nom correct complet (avec auteur) de ce taxon est Gentianella uliginosa (Willd.) Börner.
L'espèce a été initialement classée dans le genre Gentiana sous le basionyme Gentiana uliginosa Willd..
Gentianella uliginosa a pour synonymes :
- Gentiana amarella f. uliginosa (Willd.) R.Uechtr.
- Gentiana amarella subsp. uliginosa (Willd.) Nyman
- Gentiana amarella subsp. uliginosa (Willd.) P.Fourn.
- Gentiana amarella var. lancifolia (Rafn) Ortmann
- Gentiana amarella var. praecox F.Towns.
- Gentiana amarella var. uliginosa (Willd.) Gaudin
- Gentiana amarella var. uliginosa (Willd.) Griseb.
- Gentiana amarella var. uliginosa (Willd.) Rchb.
- Gentiana anglica Pugsley
- Gentiana lingulata var. praecox (F.Towns.) Wettst.
- Gentiana lingulata var. praecox Murb.
- Gentiana praecox (F.Towns.) Druce
- Gentiana uliginosa var. nana J.G.Laurell
- Gentiana uliginosa Willd.
- Gentianella amarella subsp. anglica (Pugsley) T.C.G.Rich & Mc Veigh
- Gentianella amarella subsp. uliginosa (Willd.) Börner
- Gentianella amarella subsp. uliginosa (Willd.) Tzvelev
- Gentianella amarella var. praecox (F.Towns.) P.D.Sell
- Gentianella amarella var. uliginosa (Willd.) P.D.Sell
- Gentianella anglica subsp. anglica
- Gentianella anglica (Pugsley) E.F.Warb.
- Gentianella uliginosa (Willd.) Harry Sm.